# Rybníček (okres Vyškov)
Obec Rybníček (původně Rybník) se nachází v okrese Vyškov v Jihomoravském kraji. Leží 7 km východně od Vyškova na pravém břehu Hané. Žije zde 260 obyvatel.
Součástí obce je též osada Trpinka, která je od Rybníčku oddělena Pruským potokem.

## Historie
První písemná zmínka o obci pochází z roku 1373, kdy ji držel Oldřich Hecht z Rosic. V roce 1964 byla obec spojena s Medlovicemi. Dnes je již samostatná.

## Obyvatelstvo

### Struktura
V obci k počátku roku 2016 žilo celkem 274  obyvatel. Z nich bylo 130  mužů a 144 žen. Průměrný věk obyvatel obce dosahoval 40,9% let. Dle Sčítání lidu, domů a bytů provedeném v roce 2011, kdy v obci žilo 258  lidí.	Nejvíce z nich bylo (16,3%) obyvatel ve věku od 40 do 49  let. Děti do 14 let věku tvořily 13,2% obyvatel a senioři nad 70 let úhrnem 4,7%. Z celkem 224  občanů obce starších 15 let mělo vzdělání 43,3% střední vč. vyučení (bez maturity). Počet vysokoškoláků dosahoval 8,5% a bez vzdělání bylo naopak 0% obyvatel. Z cenzu dále vyplývá, že ve městě žilo 141 ekonomicky aktivních občanů. Celkem 92,9% z nich se řadilo mezi zaměstnané, z nichž 70,9% patřilo mezi zaměstnance, 1,4% k zaměstnavatelům a zbytek pracoval na vlastní účet. Oproti tomu celých 42,6% občanů nebylo ekonomicky aktivní (to jsou například nepracující důchodci či žáci, studenti nebo učni) a zbytek svou ekonomickou aktivitu uvést nechtěl. Úhrnem 97 obyvatel obce (což je 37,6%), se hlásilo k české národnosti. Dále 62 obyvatel bylo Moravanů a 7 Slováků. Celých 113 obyvatel obce však svou národnost neuvedlo.
Vývoj počtu obyvatel za celou obec i za jeho jednotlivé části uvádí tabulka níže, ve které se zobrazuje i příslušnost jednotlivých částí k obci či následné odtržení.
| Místní části   | Místní části  | 1869 | 1880 | 1890 | 1900 | 1910 | 1921 | 1930 | 1950 | 1961 | 1970 | 1980 | 1991 | 2001 | 2011 |
| -------------- | ------------- | ---- | ---- | ---- | ---- | ---- | ---- | ---- | ---- | ---- | ---- | ---- | ---- | ---- | ---- |
| Počet obyvatel | část Rybníček | 228  | 221  | 225  | 218  | 246  | 242  | 241  | 218  | 259  | 279  | 266  | 298  | 292  | 258  |
| Počet domů     | část Rybníček | 44   | 48   | 48   | 48   | 48   | 49   | 55   | 59   | 66   | 68   | 67   | 88   | 89   | 91   |

## Pamětihodnosti
- Výklenková kaplička za vesnicí
- Malá zvonice na návsi
- Litinový kříž při silnici na Heroltice
- Pomník obětem válek
- Kamenný kříž u zvonice